# Mayalibitbucht
Die Mayalibitbucht (indonesisch Teluk Mayalibit) liegt an der Südküste der Insel Waigeo, die zum Archipel von Raja Ampat gehört.

## Geographie
Durch die Mayalibitbucht, die sich von Süden her 47 Kilometer tief in die Doppelinsel Waigeo einschneidet, wird die Insel bis auf eine an der engsten Stelle gut zwei Kilometer schmale Landbrücke im Norden in eine West- und eine Osthälfte geteilt. Im Südosten öffnet sich die maximal 9,6 km breite Bucht über einen schmalen, stellenweise weniger als 800 Meter breiten Wasserweg zur Dampierstraße. Im Norden der Bucht und an ihrer Küste im Süden liegen mehrere Inseln.